# Ivaiporã
Ivaiporã är en kommun i Brasilien.   Den ligger i delstaten Paraná, i den södra delen av landet, 1 000 km söder om huvudstaden Brasília. Antalet invånare är 31 812.
Omgivningarna runt Ivaiporã är huvudsakligen savann. Runt Ivaiporã är det glesbefolkat, med 10 invånare per kvadratkilometer.